# محمداسماعیل نظری
محمداسماعیل نظری (زادهٔ ۲۰ سپتامبر ۱۹۸۷) یک مربی فوتبال اهل ایران است.
از باشگاه‌هایی که در آن بازی کرده‌است می‌توان به باشگاه فوتبال پاس تهران، باشگاه فوتبال پاس همدان، باشگاه فوتبال استیل‌آذین تهران، باشگاه فوتبال پارسه و باشگاه فوتبال استقلال اهواز اشاره کرد و هم اکنون بعنوان کمک مربی در شهدای رزکان البرز حضور دارد و اکنون در باشگاه پدیده مهر رضا در قامت سرمربیگری فعالیت می کند و به عنوان قهرمانی در لیگ دسته ۱ و صعود به لیگ برتر آسیا ویژن رسیده است.